# Золотий вулкан
«Золоти́й вулка́н» — пригодницький роман французького письменника Жуля Верна, дописаний і доповнений його сином, Мішелем Верном. Вперше надрукований у 1906 році, через рік після смерті Жуля Верна. У романі розповідається про пригоди двох кузенів на Клондайку в Юконі, в часи «золотої лихоманки».
Оригінальний авторський рукопис роману вийшов у Франції лише у 1989 році — його опубліковало французьке Товариство Жуля Верна (Société Jules Verne).

## Історія написання
Після смерті Жуля Верна (в 1905 році) його архів успадкував єдиний син, Мішель Верн. Серед паперів були чернетки, начерки і підготовчі матеріали до кількох незакінчених творів. За договором з видавництвом П'єра-Жуля Етцеля, син продовжив роботу батька і кілька років поспіль випускав посмертні видання нових творів Жуля Верна. Серед них — збірник коротких повістей «Сьогодні і завтра» (1910), романи «Агентство Томпсон і К°», «У погоні за метеором» (1907), «Дунайський лоцман» (1908), «Кораблетроща «Джонатана»» (1909) та «Золотий вулкан». Вже у 1970-ті роки з'ясувалося, що всі ці твори були частково або повністю написані Мішелем Верном за сюжетними ідеями батька. Зокрема, «Кораблетроща «Джонатана»» у чернетці Жуля Верна містила 15 глав, Мішель дописав ще 16 і радикально переробив уже написане батьком. У роман «У погоні за метеором» — ввів нову сюжетну лінію. Роман «Агентство Томпсон і К°» — повністю написав сам, ніяких матеріалів Жуля Верна за цим романом не знайдено, а рукопис перших розділів, що зберігся, майже не відрізняється від друкованого тексту. В романі «Дунайський лоцман» — змінив авторську назву («На прекрасному золотому Дунаї»), дописав три розділи і додав нового персонажа. 
Ці романи були стилізовані під манеру Жуля Верна, але з літературознавчої точки зору сильно відрізнялися від усього, написаного ним у ХІХ столітті. Незалежно від року написання та публікації, всі романи Жуля Верна написані в неквапливій та ґрунтовній манері, з великою кількістю науково-популярної інформації, відрізняються позитивістським світоглядом та вірою у торжество прогресу. Романи, опубліковані після 1905 року, відрізняються повною відсутністю «лекційного» матеріалу, швидшою дією, похмурі та песимістичні за світоглядом. У нових книгах йдеться, зокрема, про атомну енергію та її практичне використання, телебачення, реактивні літаки і телекеровані ракети. П'єро Гондоло делла Ріва, який працював з архівом рукописів Жуля Верна, стверджував, що
 Мішель, безперечно, був кращим письменником, ніж пізній Жуль Верн, у якого сюжет розвивався повільно, напнуто, заплутано. Якщо не стосуватися ідеології, то все, написане Мішелем, представляє… позитивне явище з погляду літературного.— Брандис Е.П. Рядом с Жюлем Верном. — 3-е изд. — Ленинград: Детская литература, Лен. отд., 1991. — С. 200. — ISBN 5-08-000087-2.
П'єро Гондоло делла Ріва оприлюднив результати своїх досліджень у 1978 році на міжнародній конференції на честь 150-річчя від дня народження Жуля Верна. Дослідник зарахував до списку перероблених Мішелем Верном романів і «Золотий вулкан». У його текст Мішель додав чотири нові розділи, які дозволили завершити розповідь щасливим кінцем, також увів нового персонажа — ірландця Патріка.
Оригінальний роман «Золотий вулкан» був опублікований Товариством Жуля Верна (Société Jules Verne) у 1989 році.

## Сюжет

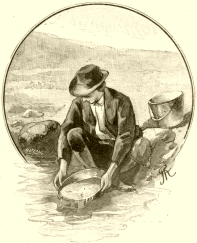
Ілюстрація до французького видання 1906 року

У романі розповідається про пригоди двох кузенів, Саммі Скіма і Бена Реддла, на Клондайку в Юконі. Вони отримують у спадок від дядька ділянку на Клондайку і вирішують вирушити на Юкон, щоб продати землю. Кузени протилежні за характерами, Саммі спокійний, а Бен непосидючий. Доїхавши до Ванкувера, обоє пливуть далі на кораблі. На борту вони знайомляться з техаськими авантюристами-золотошукачами Гантером і Мелоуном, власниками сусідньої ділянки; а також із дочками мільйонерів, Жанною та Едітою.
Їм заледве вдається подолати перевал Чілкут. Проминувши Доусон, мандрівники нарешті опиняються на своїй копальні № 129. Жанна та Едіта залишаються в Доусоні, щоб працювати медсестрами у шпиталі. Саммі розважається полюванням з індіанцем Нелуто. Потім кузени дізнаються, що Жанна шукає золото в Клондайку. Стається повінь, яка затоплює Клондайк. Саммі та Бен опиняються в пастці води. У Бена хвороба та зламана нога, його потрібно доставити до лікарні до надійного доктора Пілкокса. Саммі і провідник Білл Стіл доставляють нещасного до лікарні, де через кілька місяців він виліковується. Кузени переїздять у Доусон, де проводять важку зиму.
Вирушаючи на полювання, Саммі Скім, Білл Стіл і надійний індіанець Нелуто знаходять розтерзаного чоловіка, який лежить під деревом. Вони приходять на допомогу чоловікові та доставляють його до лікарні, де він помирає через кілька днів. Перед смертю чоловік розповідає Бену та Саммі про вулкан під назвою «Золота Гора», що вивергає золото. Потім кузени та їхні провідники і Жанна збирають караван, щоб відвідати Золоту Гору. Під час полювання Саммі і Нелуто виявляють Гантера й Мелоуна, які планують захопити вулкан.
Саммі Скім і Нелуто повертаються до табору, де розповідають про це іншим, і складається план. Бен планує спровокувати виверження вулкана, вливши річку в жерло. План вдається; лиходії, пробравшись на вершину гори, тут же збиваються виверженням. Саммі стріляє в Гантера та Мелоун. Вулкан вивергається в море, через що Саммі і Бен залишають місто з меншими грошима, ніж прийшли. Але потім вони дізнаються, що після повені місцева річка змінила русло, а на місці старого лишилося багато золота. Кузени стають багатими та одружуються з Жаною та Едітою відповідно.